# Avellino
Avellino (Avell’ino en dialecto avelinés, Abellinum en latín) es una ciudad de la Campania en Italia. Se encuentra a 40 km al este de Nápoles y es la capital de la provincia homónima. Su población era de 53 908 habitantes en 2019. Es la sede de una diócesis.

## Geografía

### Territorio

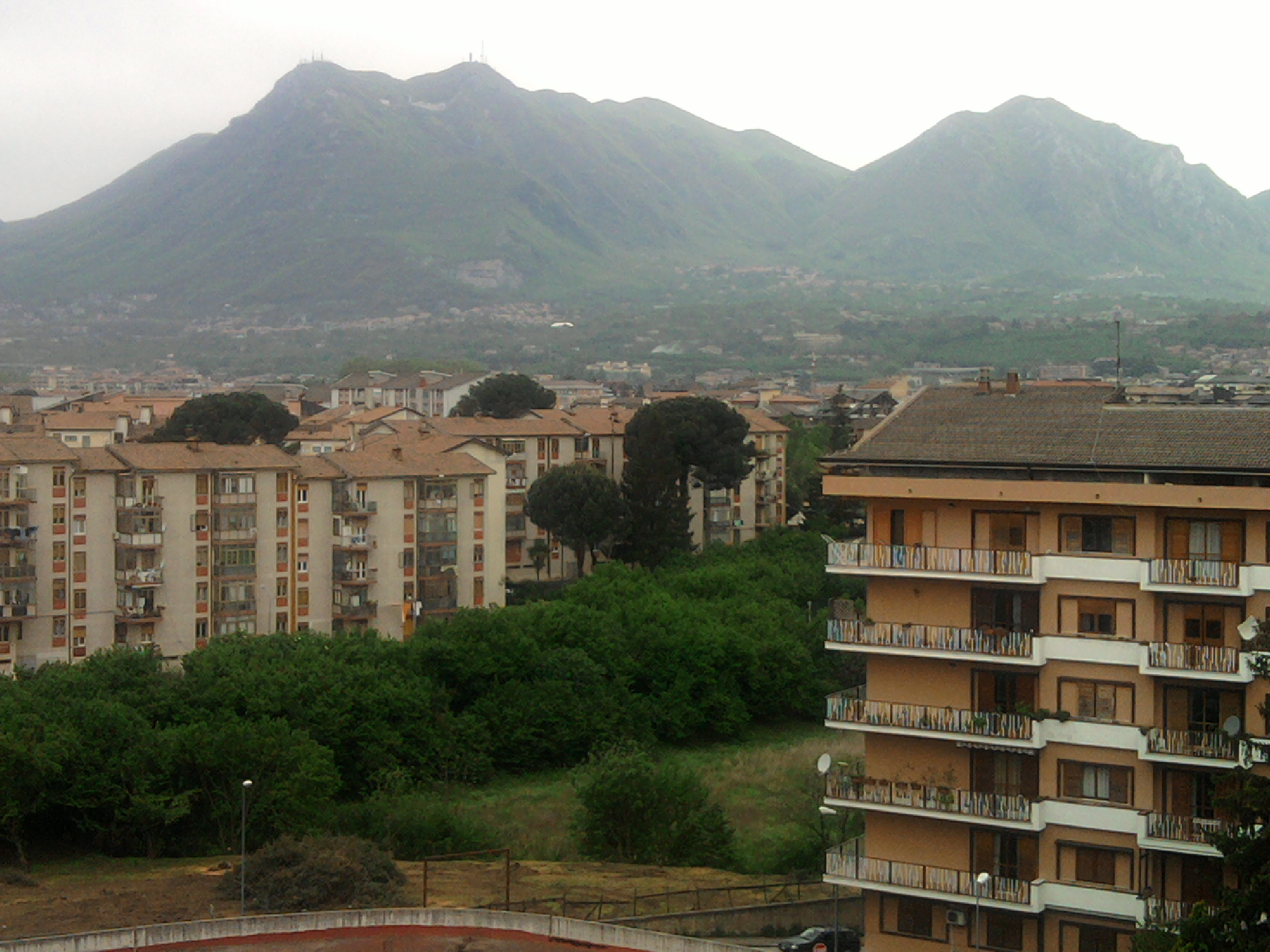
El Partenio visto desde Avellino.

Situada en la parte más plana de la cuenca avelinesa, un gran valle de origen volcánico de los Apeninos de Campania, Avellino colinda al este con el Monte Tuoro (situado en el territorio de Chiusano di San Domenico), al sureste de la cadena montañosa de los Picentinis, al noroeste con el masivo del Partenio, alcanza la altitud máxima de 1493 metros y SOVRASTA el pueblo de Mercogliano, Ospedaletto d’Alpinolo y Summonte. En el occidente la cadena Appeninica alcanza altitudes inferiores (Monte Esca 872 m, Monteforte Irpino, Faliesi 955 m en el pueblo de Contrada), finalmente a alcanzar alturas colindantes en el sur (al colindar con la colina en la cual surge Aiello del Sabato, 425 m). La ciudad es atravesada por el Rigatore, el San Francisco y el Fenestrelle, afluentes del Sabato, cursos de agua que ahora se encuentran empobrecidos y enterrados.
Y en los alrededores del centro urbano se encuentran zonas con exuberante vegetación: prevalece la cultura de la avellana.

### Clima
El clima de Avellino es de tipo templado, afectado por la influencia del mar Tirreno, pero tiene rasgos sensiblemente más continentales de la Campania costera. Según la clasificación de Köppen entra en el tipo mediterráneo. La ausencia de barreras montañosas en el sentido de norte a sur, favorece el flujo de corrientes calientes-húmedas de Libeccio y Scirocco provenientes del golfo de Salerno (que se encuentra a 28 km), corrientes frías-secas de Bora. En el dialecto local estas situaciones vienen tradicionalmente definidas respectivamente con las expresiones “vientos del mar” y “vientos de tierra”.
El invierno dura de diciembre hasta el final de marzo, es fresco y lluvioso, con una temperatura promedio en el mes más frío cerca de 7 °C. Se alternan días templados y lluviosos con días secos, con temperaturas cerca al cero. Las nevadas son un fenómeno anual, pero con acumulos modestos en el centro de la ciudad, y un poco más significativas en las zonas colindantes. Pero no se olvida, todavía, eventos excepcionales como aquella nevada que cayó en la noche del 3 de febrero de 2012, y el nivel de nieve en el centro de la ciudad fue de 50 cm. Sin embargo es necesario precisar que la particular conformación morfológica del territorio hace que haya diferencias de temperatura y lluvia relativamente significantes también en el radio de pocos kilómetros; por ejemplo la zona occidental de la cuenca, aquella más a cerca de la cadena del Partenio. En Avellino los barrios de Valles y Serroni presentan una probabilidad de lluvia más alta, las nevadas son más plenas, las tormentas de verano son más frecuentes, pero el rango de temperatura es más baja, con veranos más frescos (raramente superan los 32 °C).
En esta zona gracias a la altura y a la exposición hacia el sur, el aire es más seco y prácticamente no hay niebla ni neblina. La zona sur-oriental, la que está compuesta por el centro de la ciudad y el límite con Atripalda, encontrándose en el fondo del valle presenta unas temperaturas, sean diarias o anuales, más marcadas; el fenómeno de la inversión térmica, que se verifica sobre todo en otoño-invierno en condiciones de tiempo estable y sin viento, hace que en esta zona las temperaturas mínimas sean promediamente más bajas respecto a aquellas de las zonas más altas, y esto causa las neblinas y la niebla en la hora más frías de la noche. La precipitación sin embargo es más baja (tipo en primavera-verano), siendo la zona más lejana de las zonas montañosas. Las estaciones intermedias son breves, y presentan una fuerte variabilidad. El verano real va de junio a septiembre, todavía en los meses de mayo y octubre las temperaturas pueden llegar a 30 °C. Esta estación es caliente y con mucho sol, con una temperatura promedio en julio y agosto (los meses más calientes) alrededor de los 25 °C. en los sectores más planos. El anticiclón del Azorre y el anticiclón subtropical africano, garantizan en toda la Campania condiciones de tiempo estable y soleado por un largo tiempo, y en Avellino-Atripalda las temperaturas superan frecuentemente los 35 °C, con otras tazas de humedad e un malestar climático.

## Historia

### Abellinum romana

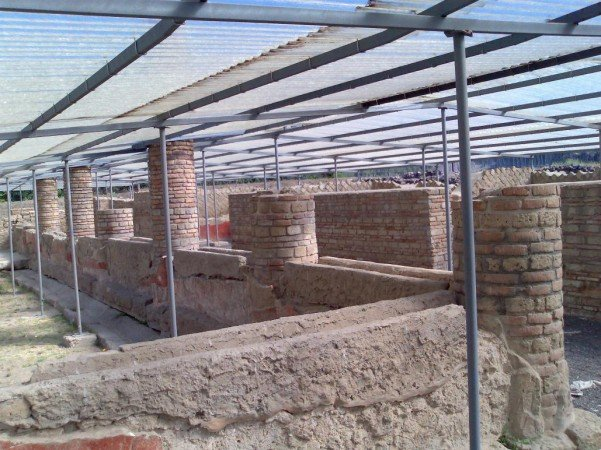
Abellinum.

El núcleo original de la ciudad, Abellinum, se formó en la colina de la Civita, en territorio de hoy Atripalda cerca de 4 km del centro de Avellino ahora. Testimonios arqueológicos manifiestan la presencia de la civilización de un importante centro prerromano, presumiblemente de origen etrusco-campano y de lengua osca, cita desde el siglo IV. Según investigaciones recientes, apoyado de Edward Togo Salmon, la antigua ciudad era el centro del territorio de los Sabatinos, pueblo sabello documentado de Tito Livio. No se debe excluir que tal centro tenía el nombre de Velecha, certificado de numerosas monedas atribuidas al área de Campaña. Fue conquistada por los romanos en el año 293 a. C., quienes escaparon del dominio de los Sanniti en la sangrienta batalla de Aquilonia, durante las guerras sannitiche que ocurrieron entre el 343 a. C. y el 292 a. C. Bajo el dominio de Roma la ciudad cambio de nombre varias veces; en el siguiente orden: Veneria, Livia, Augusta, Alexandriana y Abellinum).
La posición geográfica ha facilitado el nacimiento de los primeros asentamientos: desde la antigüedad el valle del río Sabato ha constituido una comunicación natural entre la Irpinia y Sannio. En el 89 a. C. Silla ocupó Pompeya, Ercolano, Stabia, Eclano, Abella, y Abellinum. Abellinum no constituía todavía un verdadero centro urbano. Las tropas de Silla fueron los que realmente comenzaron la construcción de la verdadera ciudad. 
El cardo y el decumano, elementos urbanísticos típicos romanos, la subdividían en cuatro cuadrados, cada uno de los cuales conducían a las cuatro puertas externas. La ciudad romana ha tenido un importante desenvolvimiento en la época de Augusto, gracias a la realización del grande acueducto para que la corriente de Serino llegara a Bacoli, donde era situado el gran tanque destinado para suministrar a la flota romana (hoy denominada Picina Mirabilis), después de haber servido las principales ciudades de la Campaña. 
Abellinum asume una particular importancia en la era cristiana, en la que la figura del gran obispo Sabino, que probablemente vivió entre finales del siglo V y principios del siglo VI. El centro está documentado hasta mediados del siglo sexto, gracias al patrimonio epigráfico importante que se encuentra en los años ochenta y noventa en la basílica paleo cristiana de Capo La Torre (centro de Atripalda de hoy). Probablemente el antiguo centro de la colina de la civilización dejó de existir como resultado de las guerras góticas y la ocupación bizantina. La población se dispersa en las colinas de los alrededores, dando origen a varios pequeños centros nuevos. La nueva se asentó Avellino en la colina de la Tierra, a 4 km al oeste de la civilización.

### La ciudad medieval
Después que los Longobardi determinaran el escape de los habitantes de Abellinum. Estos se esparcieron por el territorio de los alrededores. Parte de ellos comenzaron a establecerse en la colina Selleczanum, hoy conocida como Tierra, originando la nueva ciudad de Avellino en un espolón de toba. Durante siglos "intra civitatem" e "intra moenia" coincidieron, visto que la ciudad de Avellino, en su época un pequeño pueblo, estaba dentro de los límites de la parte superior de la colina de la toba. Esto se debe a las invasiones, terremotos, pestes, frenaron a gran medida el crecimiento de la población. Avellino era parte del Principado de Salerno hasta el 849, después estuvo con Benevento por el perfil eclesiástico. A la llegada de los Normandos Avellino toma una posición importante, en 1137 Innocenzo II y Lotario III nombraron a Duque de Puglia a Rainulfo de Alife, conde de Avellino, por su contribución a detener a los primeros intentos de conquistar el recién elegido (1130) Rey Ruggero II de Sicilia. Dos años después, aunque, con la muerte de Rainulfo la ciudad se quedó sin el apoyo del papa y del emperador, Ruggero II al Reino de Sicilia, anexando al ducado de Puglia y el principado de Capua. En décadas sucesivas, la ciudad paso al conde Riccardo del Águila, luego a París, a la Sanseverino, a Simón de Montfort, el del Balzo, la Filangieri de Cándida.

Escudo de armas de los Cardona.

En 1512 María de Cardona, la figura femenina más importante en la historia de la ciudad, se convirtió en condesa de Avellino. Bajo su liderazgo, Avellino se convirtió en uno de los centros culturales más importantes del reino y logró beneficiarse de la ubicación estratégica de la ciudad en las conexiones entre Puglia y entre Nápoles y Benevento y Salerno, haciendo de Avellino un cruce de comercio que floreció después de la caída de la ciudad romana. Con el fin de desarrollar la economía de la ciudad y de sus propias empresas, la condesa, con la ayuda de su marido Francesco d'Este y con beneplácito de Su Majestad Carlos V, instituyó el día del mercado, francamente, obtuvo el permiso para llevar a cabo una feria anual. Dos herrajes construidas en la provincia da inicio a un programa de reorganización y administración de edificios; estas reformas prepararon la llegada de la dinastía de los Caracciolo. El resultado más evidente del liderazgo de la condesa de Cardona es la generación del explosión de natalidad, cuando la ciudad se acercó a él, que pasó de 1000 habitantes en 1532 a 1600 habitantes en 1561, dos años antes de su muerte. Desde 1287 hasta 1581 fue capital del Principatus Serras Montorii.

### Feudo de los Caracciolo

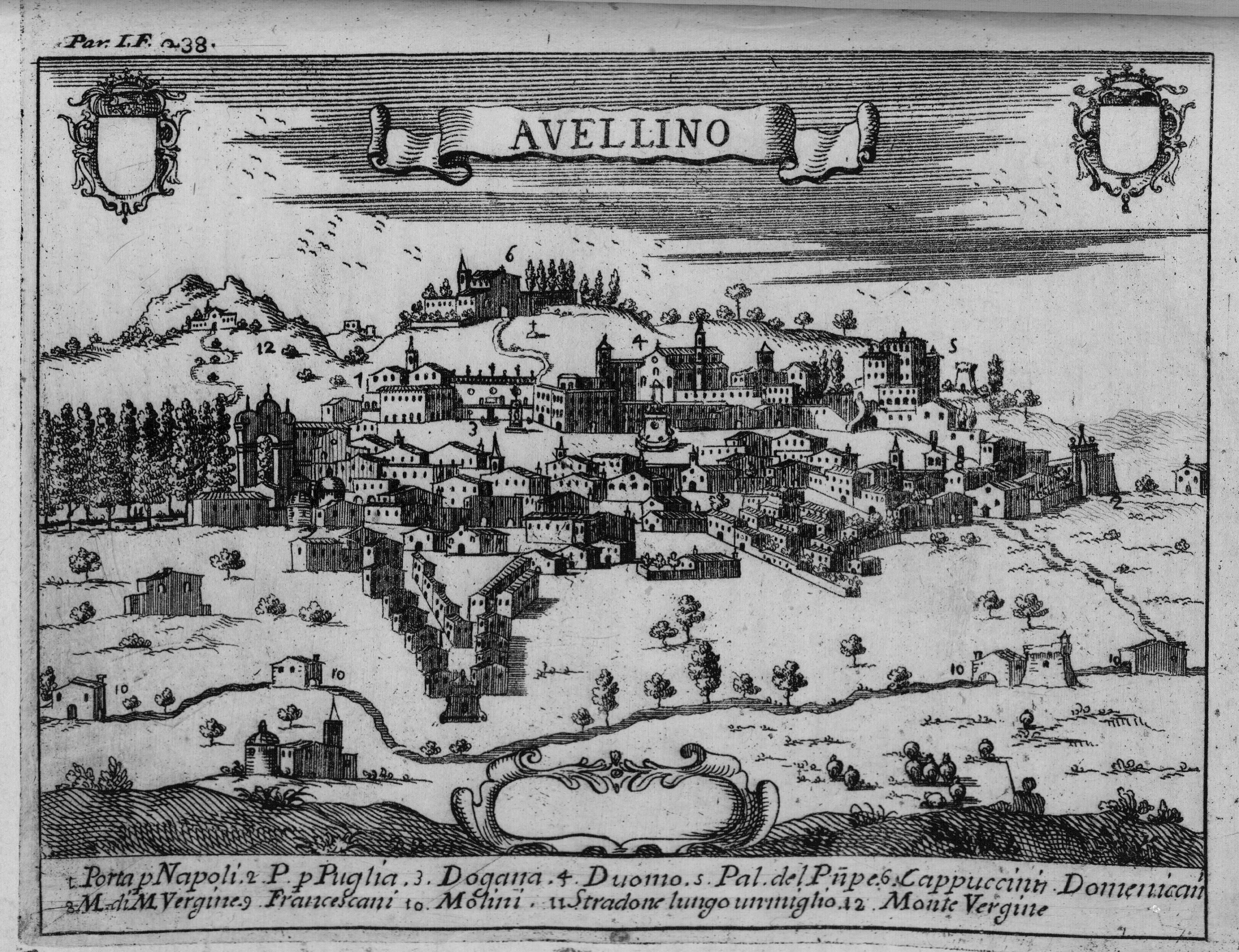
Avellino en el.

Del 1581 al 1806 se convirtió en feudo los Caracciolo y durante este período, la ciudad experimentó un largo período de crecimiento de la población, la expansión urbana y el progreso económico. En este período, surgió la producción de lana: la valiosa función de Avellino de la carga típica de color azul. El comercio encontró un asiento monumental en la Aduana de los granos. Durante el primer siglo de la Signoria, el Caracciolo amplió el castillo para que se convirtiera en un punto de referencia para los poetas y viajeros.
La peste de 1656 solo se constituye como un contratiempo. En el siglo XVIII, de hecho, la ciudad comenzó a asumir el trazado urbano de hoy: los príncipes Caracciolo dejaron el castillo, y se mudaron a una nueva residencia, el Palazzo Caracciolo, actual sede de la provincia y comenzaron a trabajar en la creación del curso la ciudad principal.

### La ciudad en elsigloXIX
Con la abolición del feudalismo, en 1806 la capital de la provincia del Principato viene reportada del cercano pueblo de Montefusco en Avellino. La ciudad fue una de las sedes de los movimientos del 1820-1821. La difusión en marzo de 1820, también en el Reino de Nápoles, de la conquista de España del régimen constitucional que ha contribuido en gran medida a mejorar el entorno y conspiradores masónicos.

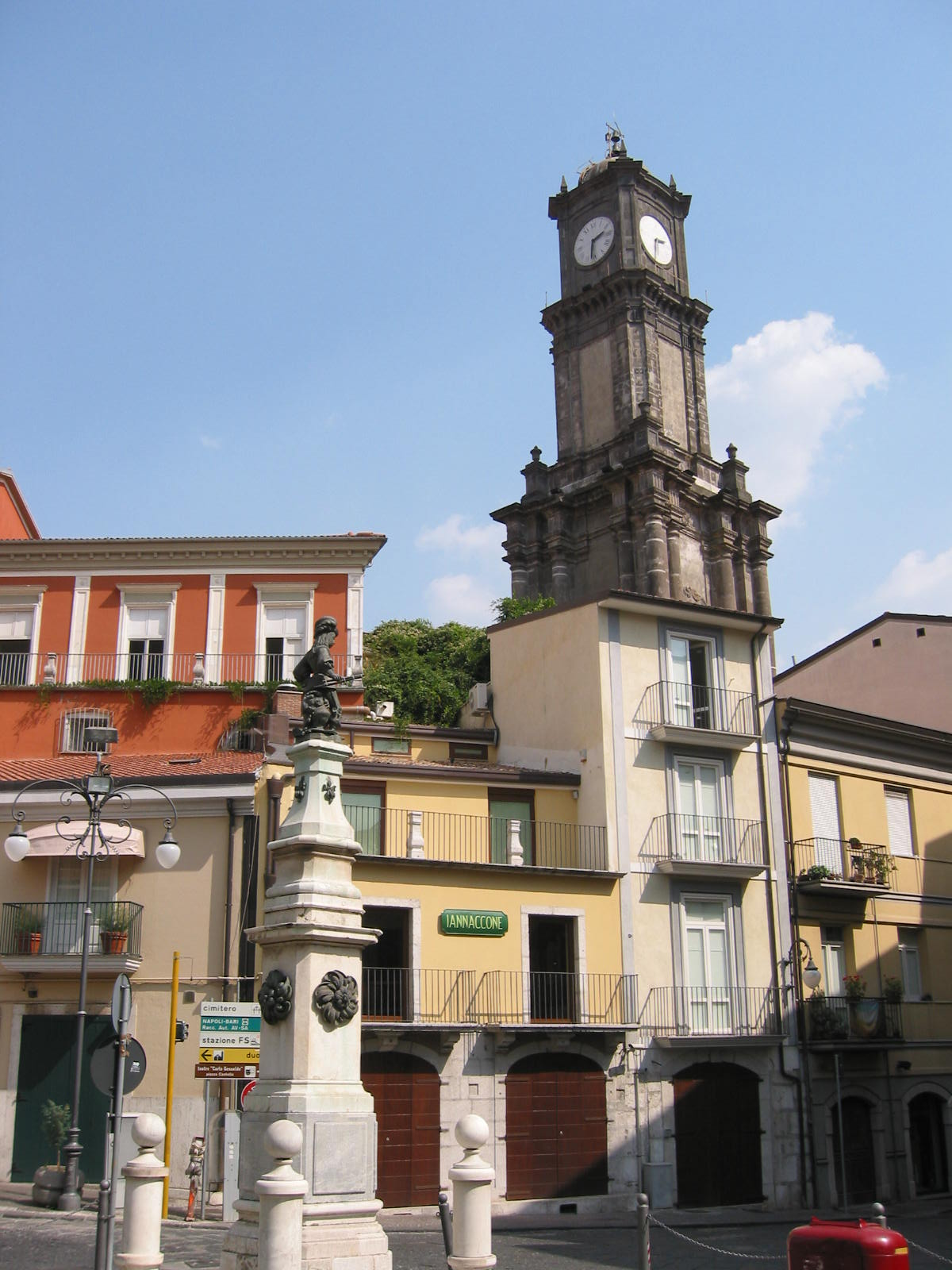
Torre dell'Orologio (Torre del Reloj) con la estatua de Carlos II de España.

En Nápoles, la conspiración (para pedir una constitución) entró en vigor de inmediato y también implicó algunos oficiales de alto rango, como los hermanos Florestan y Guglielmo Pepe, Michele Morelli, jefe de la sección de los carbonarios de Nola, que se unieron Joseph Silvati, teniente, y Luigi Minichini, sacerdote de Nola por las ideas anarquistas. La noche del 1.º al 2 de julio de 1820, la noche de San Theobald, el santo patrón de los carbonarios, Morelli y Silvati dieron paso a la conspiración de desertar con cerca de 130 hombres y 20 oficiales. El joven oficial Michele Morelli, con el apoyo de sus tropas, procedió a Avellino donde esperaba al general Guglielmo Pepe. El 2 de julio, en Monteforte, fue recibido triunfalmente. Al día siguiente, Morelli y Silvati Minichini hicieron su entrada a Avellino. Acogidos de las autoridades de la ciudad, aseguró que su acción no iba a derrocar la monarquía, proclamaron la Constitución tomando como modelo español. 
Después, los insurgentes pasaron el poder a las manos del coronel De Concilij, jefe de Estado mayor del general Pepe. Este gesto de sumisión a la jerarquía militar, llevó a la desilusión de Minichini que volvió a Nola para incitar un levantamiento popular. Mientras la rebelión se expandió a Nápoles, donde el general Guglielmo Pepe había recogido una gran cantidad de unidades militares, el 6 de julio, el rey Ferdinando se vio obligado a conceder una constitución. Después de unos meses, las potencias de la Santa Alianza, se reunieron en el congreso de Lubliana, y decidieron hacer una intervención armada contra los revolucionarios que en el Reino de las Dos Sicilias habían proclamado la constitución. Trataron de resistir, pero el 7 de marzo de 1821 los constitucionalistas de Nápoles al mando de Guglielmo Pepe, más de 40 000 hombres fueron derrotados por las tropas austriacas en Rieti. El 24 de marzo, los austriacos entraron en Nápoles sin oposición, y cerraron el nuevo parlamento. Después de la unificación de la península italiana el estado dejó sin comunicación a la ciudad de Avellino, impidiéndole desarrollarse.

### Los bombardeos de 1943
El 14 de septiembre cerca de las 11:10 la ciudad fue bombardeada por los Aliados en el atentado de bloquear la retirada de las tropas nazis y los apresaron en el estratégico puente de la Ferreira. Durante el ataque anglo-americano perdieron la vida más de 3000 personas, 1 de cada 8 avellineses, y se dañaron la plaza del Mercado, el Palacio episcopal y algunos edificios religiosos y habitacionales.

### El terremoto de 1980
El 23 de noviembre de 1980 un sismo de una magnitud 6.9 devastó el territorio de la Campania central y la zona centro norte de la Basilicata. Fueron varios los pueblos de la provincia golpeados por ese evento sísmico y en particular Avellino con 82 víctimas, además de notables daños.

## Símbolos
Escudo:

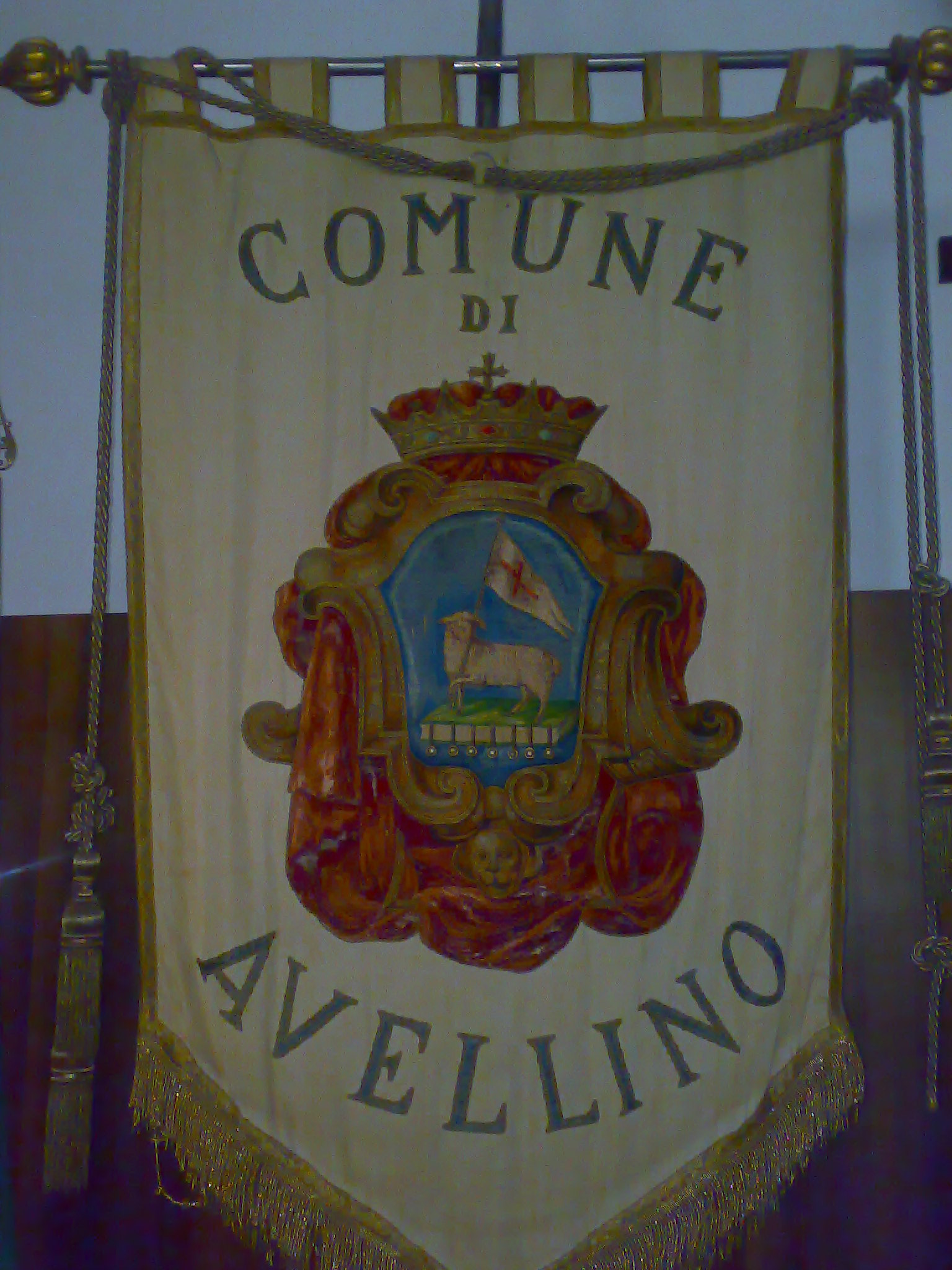
Escudo de la ciudad.

La ciudad tiene su propio escudo de armas y su propia bandera como se describe en los decretos sobre el reconocimiento, 23 de diciembre de 1938
'Campo del cielo hasta el cordero pascual con veleta, libro encuadernado teñido en rojo, cortado de azul, que descansa sobre una terraza natural. Adornos hacia el exterior de las ciudades »
Y el 1 de diciembre de 1938, quedó inscrito en el libro de las autoridades heráldicas de vol moral. II, pag.625:
"Coloque blanco profusamente adornado con bordados de oro del escudo de armas cargadas con la inscripción central en oro:". 
Ciudad de Avellino "Las partes metálicas y cintas son de oro. El eje vertical está cubierto con terciopelo azul con clavos de oro colocado en una espiral. Flecha estará representada en el escudo de armas y el nombre grabado en el tallo. Ate las cintas y los colores nacionales flecos de oro.»

## Monumentos y lugares de interés

### Arquitectura religiosa
En la ciudad de Avellino se encuentran muchas iglesias y conventos. Al final de los años treinta, había, en Largo dei Tribunali (hoy Plaza de la Libertad), la iglesia de San Francisco de Asís y el convento de los Frailes Menores, fundada por el santo, y la Iglesia de la Anunciación, con el convento de los padres dominicos, ahora la sede de la prefectura. El alcalde fascista de la época, tuvo a bien para demoler las dos iglesias, un monasterio franciscano, borrando para siempre dos lugares de interés histórico-artístico.

### Duomo de Avellino

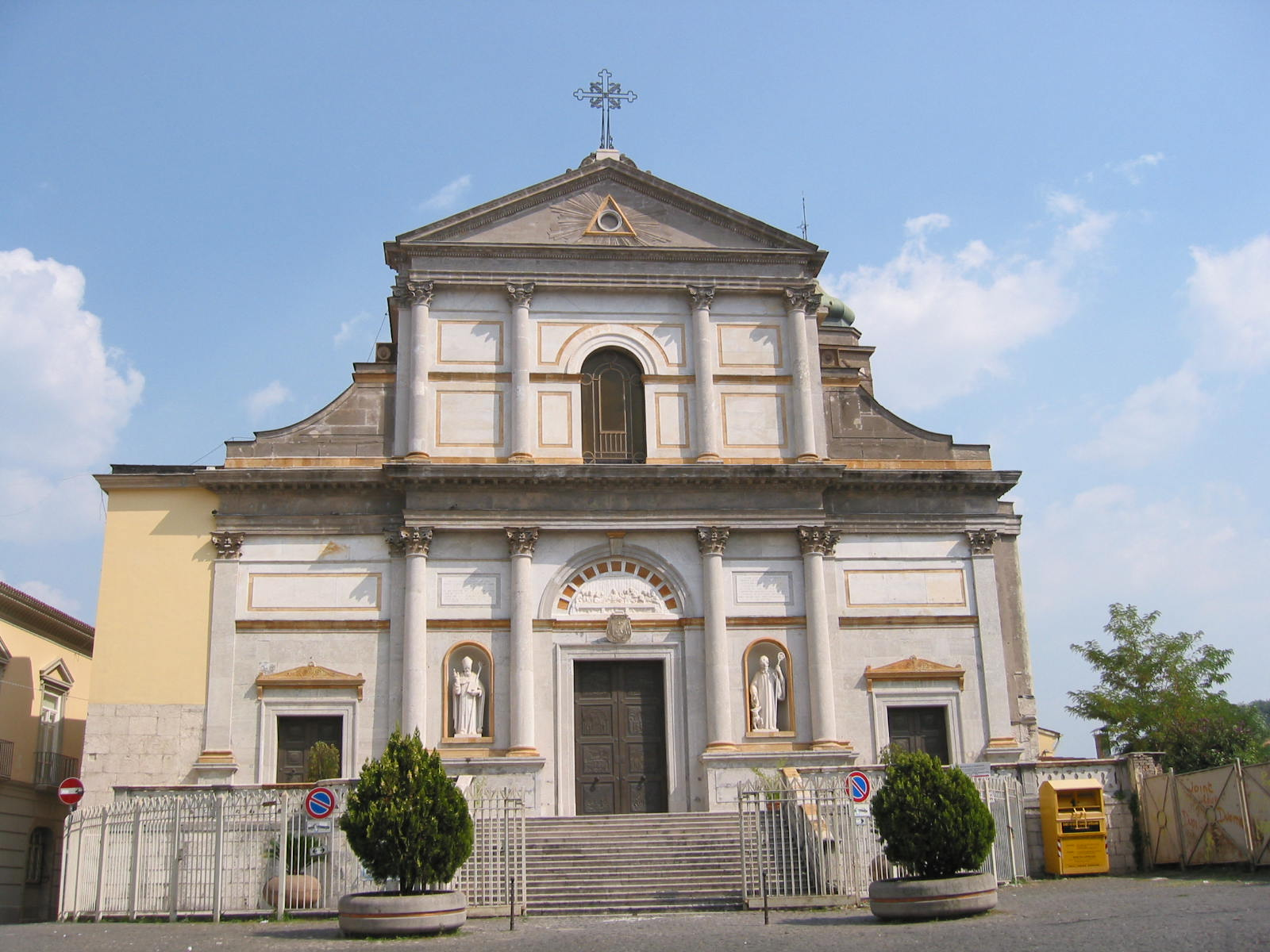
Catedral de Avellino.

El actual Duomo o catedral de la diócesis de Avellino se establece en la antigua Iglesia de Santa María. En particular, los bloques de piedra a la base de las campanas son de la originaria construcción de la época Longobarda/Normanda. La originaria estructura existe alrededor desde 969, cuando se restauró la sede episcopal en Avellino, por detener el proselitismo bizantino, gracias a una fuerte presencia de bizantinos ("griegos"), los residuos de los antiguos gobernantes derrotados por los lombardos. Los bizantinos poseían tres iglesias documentados, en primer lugar, la Iglesia de San Nicola dei Greci. El pueblo fue reconstruido más tarde, entre 1132 y 1166 en estilo románico y fue dedicado a San Modestinus, la iglesia ha sufrido a lo largo de la historia las influencias arquitectónicas del barroco (1700) y neoclásicos. El giro neoclásico se completó entre 1857 y 1868 por Pasquale cardola encargado por el obispo Francesco Gallo, la transformación del interior, sin embargo, fue diseñado por el arquitecto Vincenzo Varriale que trabajaba allí desde 1880 hasta 1889. Se conserva la cripta románica. En el interior se veneran las reliquias de San Modestinus obispo y mártir, patrón de la ciudad y de la diócesis de Avellino, y la reliquia de la Santa Espina de Jesús.

### Iglesias

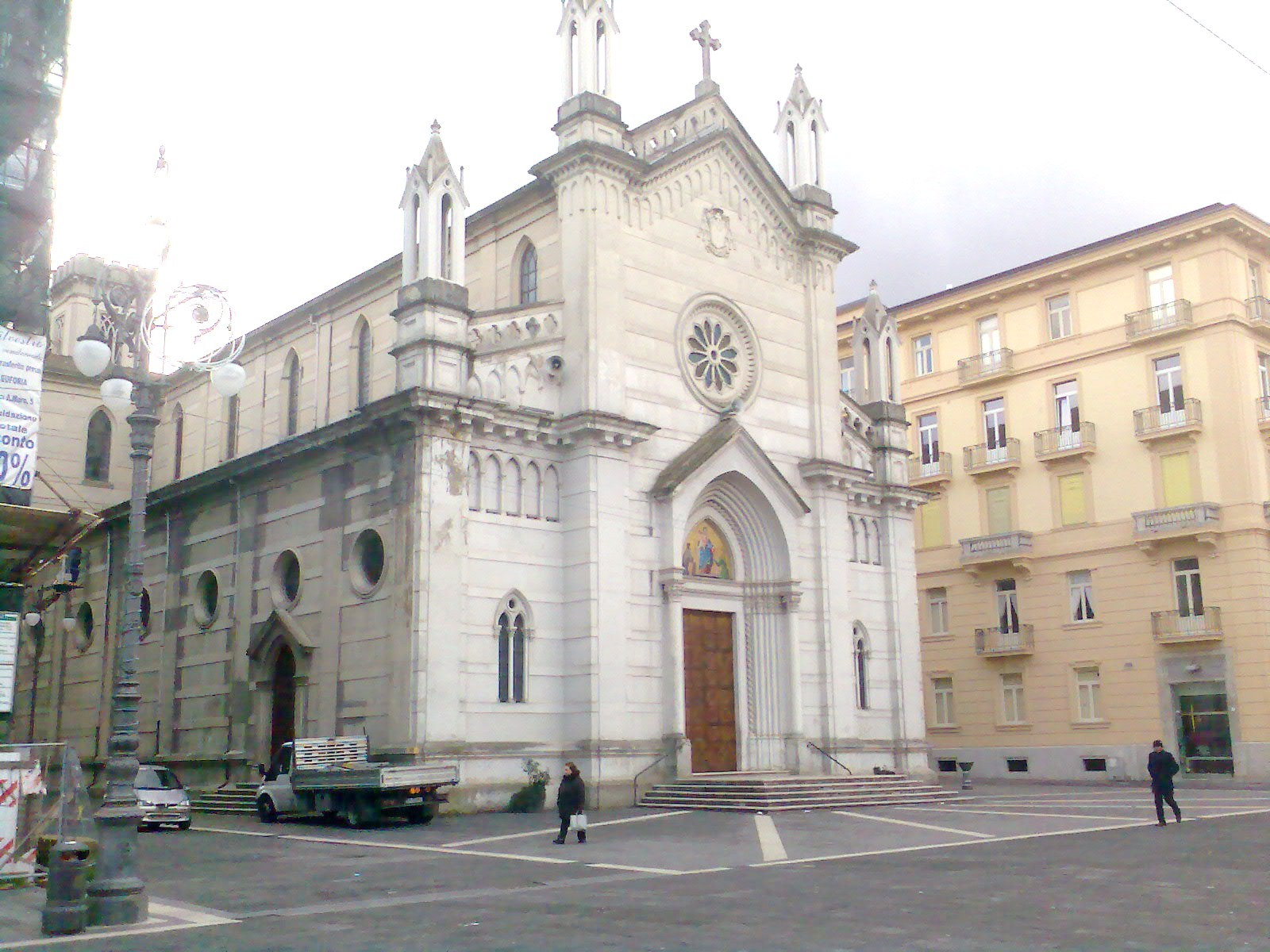
Iglesia del Santísimo Rosario.

- Iglesia de Santa María de los siete dolores
- Iglesia de Santa María del Refugio (conocida como Santa Anna)
- Iglesia y convento de Santa María de las gracias
- Iglesia de Santa María de Constantinopla
- Iglesia y convento de San Generoso
- Iglesia de la Santísima Trinidad
- Iglesia de San Francisco Saverio (conocida como Santa Rita)
- Iglesia y Conservatorio de Oblato
- Iglesia y Colegio de los Liguorini
- Iglesia y Monasterio de Santa María de Monserrato
- Iglesia del Santísimo Rosario

## Museos
- Galería Nacional de Selachimorpha (Museo de los tiburones); Corso Umberto I, 131.
- Museo Arqueológico Provincial “Irpino”; Corso Europa.
- Museo de Arte – MdAO; Via Degli Imbimbo, 47.
- Museo Diocesano; Via 23 Novenbre.
- Museo de Zoología de los Invertebrados "L. Carbone", Corso Umberto I, 131.
- Pinacoteca provincial; Carcere Borbonico, Via Verdi.

## Evolución demográfica
| Gráfica de evolución demográfica de Avellino entre 1861 y 2011 |
|                                                                |
| Fuente ISTAT - elaboración gráfica de Wikipedia                |

## Deportes
La ciudad cuenta con el club de fútbol, US Avellino 1912. Juega en la Serie C, la tercera categoría del fútbol de Italia. Sus encuentros de local los disputa en el Estadio Partenio-Adriano Lombardi.